# Рамінгштайн
Рамінгштайн (нім. Ramingstein) — громада у Австрії, у федеральної землі Зальцбург. Входить до складу округи Тамсвег.
Населення становить 1218 чоловік (2010). Займає площю 94,13 км 2.
До складу громади входять чотири села Madling, Ramingstein, Kendlbruck і Karneralm.
У Рамінгштайні свого часу була срібна копальня.

## Відомі особистості

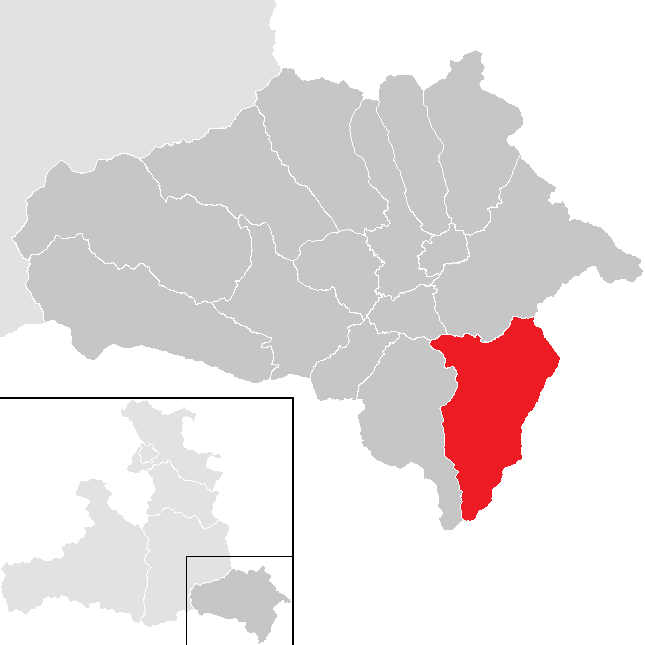
Комуна Рамінгштайн на карті округи Тамсвег. У лівому нижньому кутку показано розташування округи Тамсвег на карті федеральній землі Зальцбург.

В поселенні народився:
- Йозеф Гольцер (* 1942) — письменник і міжнародний консультант з природного землеробства.

|  |  |